# رصدخانه پرتوهای کیهانی

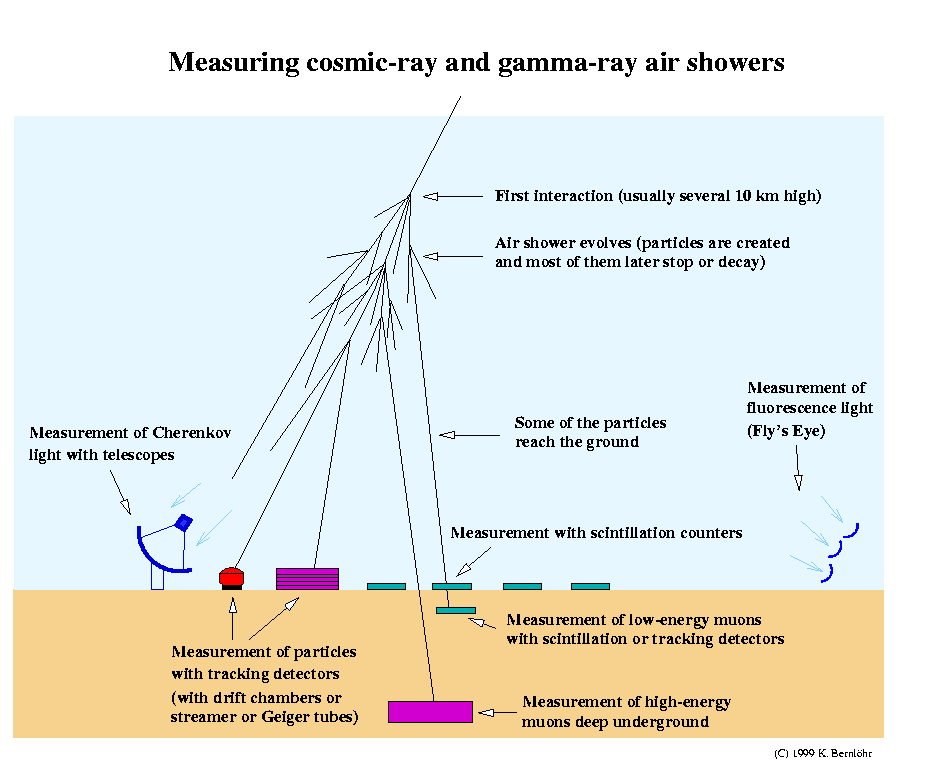
Shower detection

رصدخانهٔ پرتوهای کیهانی (انگلیسی: Cosmic-ray observatory) یک مجموعهٔ تأسیسات علمی است که برای شناسایی ذرات پرانرژی که از فضا به نام پرتوهای کیهانی می‌آیند ساخته شده‌است. این معمولاً شامل فوتون‌ها (نور پرانرژی)، الکترون‌ها، پروتون‌ها و برخی هسته‌های سنگین‌تر و همچنین ذرات پادماده است. حدود ۹۰ درصد پرتوهای کیهانی پروتون، ۹ درصد ذرات آلفا و ۱ درصد باقیمانده را ذرات دیگر تشکیل می‌دهند.
ساختن اپتیک‌های تشکیل‌دهندهٔ تصویر برای پرتوهای کیهانی، مانند تلسکوپ ولتر برای پرتوهای ایکس با انرژی پایین‌تر، هنوز امکان‌پذیر نیست، اگرچه برخی از رصدخانه‌های پرتو کیهانی نیز به دنبال پرتوهای گاما و پرتوهای ایکس با انرژی بالا هستند. پرتوهای کیهانی با انرژی فوق‌العاده بالا (UHECR) مشکلات تشخیص بیشتری ایجاد می‌کند. یکی از راه‌های یادگیری در مورد پرتوهای کیهانی استفاده از آشکارسازهای مختلف برای مشاهده جنبه‌های بارش پرتوهای کیهانی است.
روش‌های تشخیص اشعه گاما:
- آشکارسازهای سوسوزن
- آشکارسازهای حالت جامد
- پراکندگی کامپتون
- تلسکوپ‌های جفتی
- آشکارسازهای هوای چرنکوف

به عنوان مثال، در حالی که یک فوتون نور مرئی ممکن است انرژی چند eV داشته باشد، یک پرتو گامای کیهانی ممکن است از TeV الکترون‌ولت (1,000,000,000,000 eV) فراتر رود. گاهی هم پرتوهای گامای کیهانی (فوتون‌ها) با هسته پرتوهای کیهانی گروه‌بندی نمی‌شوند.